# Robert Anderson Cavalheiro
Robert Anderson Cavalheiro (geboren am 1. April 1983 in Guimarães (Maranhão), Brasilien) ist ein italienischer Fußballspieler.

## Karriere
Der Mittelfeldspieler begann seine Profikarriere als 17-Jähriger beim italienischen Verein Calcio Padova. In der Saison 2000/01 stieg der Verein in die zweite Liga ab und von 2001 bis 2003 war er dauerhaft in der ersten Liga. 2002 wurde er an den Verein Pordenone Calcio, 2003 an den Verein Como Calcio ausgeliehen. Anfang des Jahres 2004 wechselte er zum Verein CFC Genua und wurde während der drei Jahre an zwei Vereine ausgeliehen. Zuerst wurde er für die Saison 2004/05 an den Verein FC Pro Vercelli und dann für die Saison 2006/07 an den Verein FC Treviso ausgeliehen. Insgesamt absolvierte er zwei Ligaspiele für den Verein GFC Genua. Nach der Saison wurde er vom Verein FC Treviso fix unter Vertrag genommen. Nachdem er den Vertrag beim Verein in Treviso gekündigt hatte, unterzeichnete er für die Saison 2007/08 einen Vertrag beim Verein AC Reggiana. Die nächste Station war der Verein FBC Unione Venedig und im Anschluss wechselte er 2009 zum Verein Hellas Verona. Seit 2011 ist er nicht mehr per Vertrag gebunden.

## Titel und Ehrungen
- Lega Pro Seconda Divisione:

Padova: 2000/01

Reggiana: 2007/08
- Lega Pro Prima Divisione:

Hellas Verona: 2010/11
- Supercoppa di Lega di Seconda Divisione

Reggiana: 2008